# Chris Argyris
Chris Argyris, född 16 juli 1923 i Newark, New Jersey, död 16 november 2013, var en grekisk-amerikansk professor och organisationsteoretiker. Argyris var verksam vid Yale University och på Harvard University. Han är känd för sin teori om defensiva rutiner (engelska: defensive routines). Tillsammans med Donald Schön utvecklade han även teorin dubbel-loop-lärande (engelska: double-loop learning).